# Колона-Межевая
Колона-Межева́я (укр. Колона-Межова) — село,
Райпольский сельский совет,
Межевский район,
Днепропетровская область,
Украина.
Код КОАТУУ — 1222687702. Население по переписи 2001 года составляло 262 человека.

## Географическое положение
Село Колона-Межевая находится на расстоянии в 1,5 км от села Райполе, в 3-х км от села Новоподгородное и в 5-и км от пгт Межевая.
По селу протекает пересыхающий ручей с запрудой.
Рядом проходят автомобильная дорога Т-0406 и
железная дорога, станция Платформа 364 км.